# خالد البدور
خالد البدور (ولد في دبي سنة 1961) هو شاعر وباحث تراثي إماراتي.

## حياته
ولد خالد البدور في دبي في 7 أبريل 1961، وحصل على بكالوريوس في الاتصال الجماهيري وماجستير في الإعلام من جامعة أوهايو في الولايات المتحدة. بدأ النشر سنة 1980 في الصحافة الثقافية في الإمارات.
كان البدور عضوًا في مجلس دبي الثقافي، وعضوًا مؤسسًا لاتحاد كُتّاب وأدباء الإمارات. عمل مذيعًا ومعدًا للبرامج الإذاعية والتلفزيونية، وأنتج مجموعة من الأفلام الوثائقية في مجالات الثقافة والتراث الإماراتي. يشارك كمحاضر زائر في ملتقيات علمية وأكاديمية حول الموروث الشفاهي والتراث الثقافي الإماراتي والخليجي.
اختير البدور عضو شرف في الأكاديمية العالمية للشعر سنة 2016.

## مؤلفاته
- ليل (أول مجموعاته الشعرية): فازت بجائزة يوسف الخال للشعر سنة 1992.[1]
- حبر وغزل (مجموعة شعرية، 1999)
- شتاء (مجموعة شعرية، 2002)
- مطر على البحر (مجموعة شعرية، 2008).
- مثل المرايا في الظلام (مجموعة شعرية 2010)[5]
- في بلاد الرياح (مجموعة شعرية 2016)[6]

## حياته الخاصة
البدور متزوج من الشاعرة والمخرجة السينمائية الإماراتية نجوم الغانم.